# 1935 na ciência

## Nascimentos
| Data            | Nome                             | Profissão                     | Nacionalidade   | Observações | Ref                           |
| --------------- | -------------------------------- | ----------------------------- | --------------- | --- | ----------------------------- |
| 3 de janeiro    | Richard Karp                     | cientista de computação       | Estados Unidos  | Prémio Turing 1985 | [ 1 ]                         |
| 7 de janeiro    | Valeri Kubasov                   | cosmonauta                    | União Soviética | |                               |
| 15 de fevereiro | Roger Bruce Chaffee              | astronauta                    | Estados Unidos  | m. 1967 |                               |
| 3 de março      | Marvin Cohen                     | físico                        | Estados Unidos  | |                               |
| 28 de março     | Giorgio Eugenio Oscare Giacaglia | cientista                     | Itália          | |                               |
| 10 de abril     | Nicola Cabibbo                   | físico                        | Itália          | Medalha Matteucci 2002 | [ 2 ]                         |
| 20 de abril     | Yuri Semenov                     | físico                        | União Soviética | |                               |
| 15 de junho     | Shimon Even                      | criptógrafo                   | Israel          | m. 2004 |                               |
| 3 de julho      | Harrison Schmitt                 | geólogo, astronauta e senador | Estados Unidos  | |                               |
| 8 de julho      | Vitali Sevastyanov               | cosmonauta                    | União Soviética | |                               |
| 3 de agosto     | Georgi Shonin                    | cosmonauta                    | União Soviética | m. 1997 |                               |
| 11 de setembro  | Gherman S. Titov                 | cosmonauta                    | União Soviética | m. 200 |                               |
| 21 de setembro  | Yakov Sinai                      | matemático                    | União Soviética | Medalha Dirac 1992 Prémio Wolf de Matemática 1997                                                                          | [ 3 ] [ 4 ]                   |
| 25 de setembro  | Adrien Douady                    | matemático                    | França          | m. 2006 |                               |
| 10 de outubro   | William Jason Morgan             | geofísico                     | Estados Unidos  | Medalha Maurice Ewing 1987 Prémio Japão 1990 Medalha Wollaston 1994 Prémio Vetlesen 2000 Medalha Nacional de Ciências 2002 | [ 5 ] [ 6 ] [ 7 ] [ 8 ] [ 9 ] |
| 30 de outubro   | Enzo Tonti                       | matemático e engenheiro       | Itália          | |                               |
| 23 de novembro  | Vladislav Volkov                 | cosmonauta                    | União Soviética | m. 1971 |                               |

## Mortes
| Data           | Nome                   | Profissão                           | Nacionalidade              | Observações                                                                                          | Ref                         |
| -------------- | ---------------------- | ----------------------------------- | -------------------------- | --- | --------------------------- |
| 12 de março    | Michael Pupin          | físico-químico                      | Sérvia (Império Austríaco) | n. 1858 Medalha Edison IEEE 1920 Medalha de Honra IEEE 1924                                          | [ 10 ] [ 11 ]               |
| 14 de abril    | Emmy Noether           | matemática e física                 | Alemanha                   | n. 1882                                                                                              |                             |
| 24 de abril    | Sarmento Leite         | médico e professor                  | Brasil                     | n. 1868                                                                                              |                             |
| 30 de abril    | Charles Nelis          | médico anatomista e investigador    | Bélgica                    | n. 1875 Prémio Alvarenga, de Piauhy (1898-1899)                                                      | [ 12 ] [ 13 ]               |
| 12 de agosto   | Friedrich Schottky     | matemático                          | Alemanha                   | n. 1851                                                                                              |                             |
| 19 de setembro | Konstantin Tsiolkovsky | físico                              | Império Russo              | n. 1857                                                                                              |                             |
| 4 de outubro   | Tsuruichi Hayashi      | matemático                          | Japão                      | n. 1873                                                                                              |                             |
| 6 de novembro  | Henry Fairfield Osborn | geólogo, paleontólogo e eugenicista | Estados Unidos             | n. 1857 Medalha Geográfica Cullum 1919 Medalha Wollaston 1926 Medalha Daniel Giraud Elliot 1929      | [ 14 ] [ 7 ] [ 15 ]         |
| 4 de dezembro  | Charles Robert Richet  | fisiologista                        | França                     | n. 1850 Nobel de Fisiologia ou Medicina 1913                                                         | [ 16 ]                      |
| 13 de dezembro | Victor Grignard        | químico                             | França                     | n. 1871 Medalha Berthelot 1902 Prémio Jecker 1905 Medalha Lavoisier (SCF) 1912 Nobel de Química 1912 | [ 17 ] [ 17 ] [ 18 ] [ 19 ] |
| ??             | Robert Goldschmidt     | físico                              | Bélgica                    | n. 1877                                                                                              |                             |
| ??             | François De Loys       | geólogo                             | Suíça                      | n. 1892                                                                                              |                             |

## Prémios

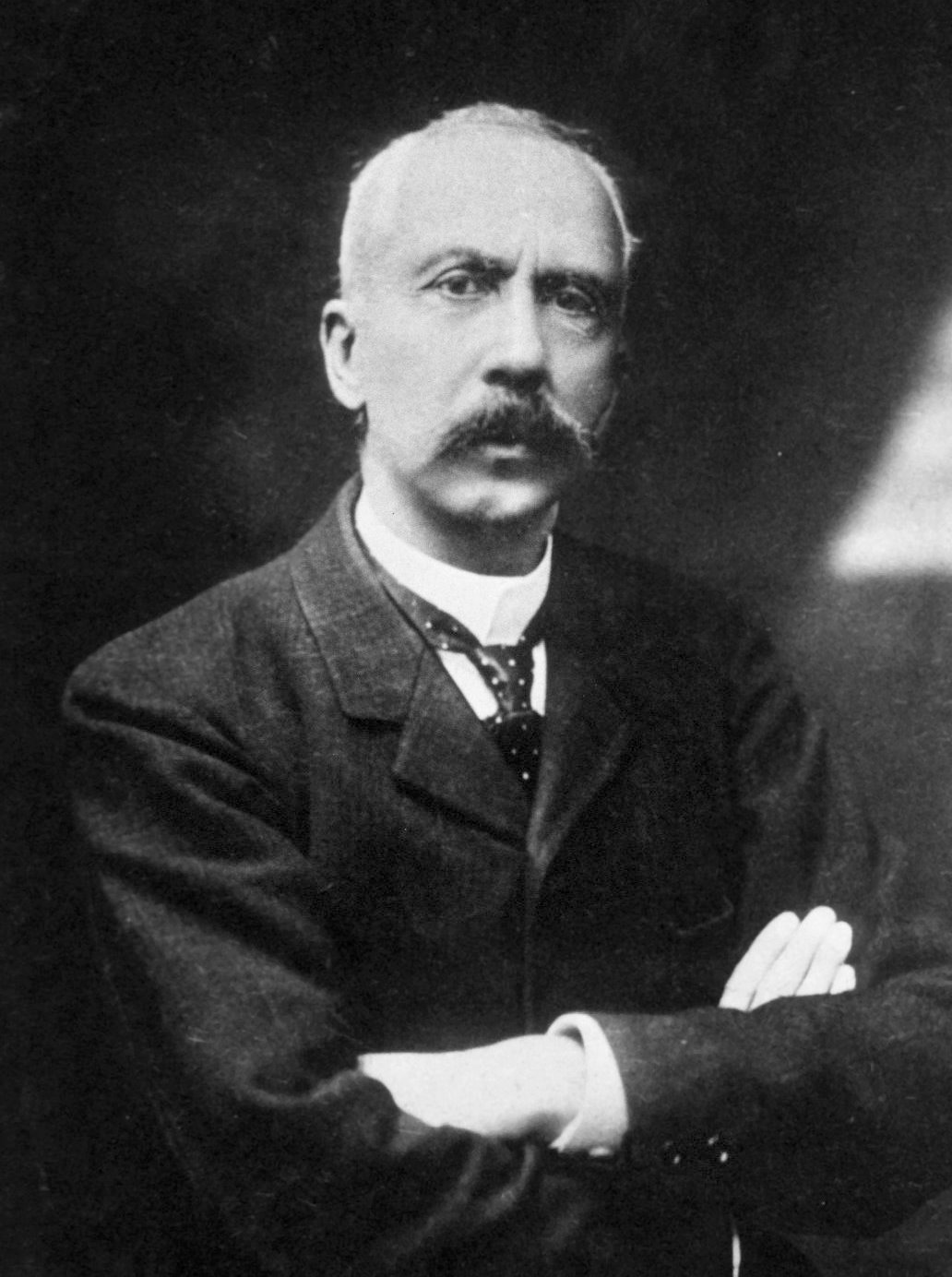
Charles Robert Richet (1850 - 1935)

Medalha Bigsby
- Herbert Harold Reading[20]

Medalha Bruce
- Vesto M. Slipher[21]

Medalha Copley
- Charles Thomson Rees Wilson[22]

Medalha Davy
- Arthur Harden[23]

Medalha Edison IEEE
- Lewis B. Stillwell[10]

Medalha Guy
- ouro - A.L. Bowley[24]
- prata - E.C. Snow[24]

Medalha Hughes
- Clinton Davisson[25]

Medalha Lavoisier (SCF)
- Cyril Norman Hinshelwood[18]

Medalha Lorentz
- Peter Debye[26]

Medalha de Ouro da Royal Astronomical Society
- Edward Arthur Milne[27]

Medalha Penrose
- Reginald Aldworth Daly[28]

Medalha Real
- Alfred Harker[29]

Prémio Nobel
- Física - James Chadwick.[30]
- Química - Frédéric Joliot,[19] Irène Joliot-Curie.[19]
- Medicina - Hans Spemann.[16]